# Voltinsaari
Voltinsaari är en ö i Finland. Den ligger i sjön Oksjärvi och i kommunen Tavastehus i den ekonomiska regionen  Tavastehus ekonomiska region  och landskapet Egentliga Tavastland, i den södra delen av landet, 120 km norr om huvudstaden Helsingfors. Öns area är 4,7 hektar och dess största längd är 420 meter i sydöst-nordvästlig riktning.